# راه بالتیک
راه بالتیک یا زنجیره بالتیک (همچنین زنجیره آزادی) یک تظاهرات سیاسی مسالمت آمیز بود که در ۲۳ اوت ۱۹۸۹ رخ داد. تقریباً دو میلیون نفر به هم پیوسته و یک زنجیره انسانی را به طول ۶۷۵٫۵ کیلومتر (۴۱۹٫۷ مایل) در سراسر سه کشور بالتیک - استونی، لتونی و لیتوانی، که در آن زمان به عنوان جمهوری‌های تشکیل دهنده اتحاد جماهیر شوروی در نظر گرفته می‌شدند شکل دادند.
پس از انقلاب‌های ۱۹۸۹، ۲۳ اوت به یک روز یادبود رسمی در کشورهای بالتیک، اتحادیه اروپا و سایر کشورها تبدیل شده‌است، که به عنوان روز روبان سیاه یا به عنوان روز یادبود قربانیان استالینیسم و نازیسم شناخته می‌شود.